# Aka mucosa
Aka mucosa är en svampdjursart som först beskrevs av Patricia R. Bergquist 1965.  Aka mucosa ingår i släktet Aka och familjen Phloeodictyidae.
Artens utbredningsområde är Palau. Inga underarter finns listade i Catalogue of Life.